# Hedwig Wiese
Hedwig Wiese (* 6. Juni 1845 als Friederike Hermine Louise Hedwig Muzel in Treptow an der Rega; † 14. März 1936 in Berlin) war eine deutsche Schauspielerin beim Theater und beim Stummfilm.

## Leben und Wirken
Die geborene Hedwig Muzel war eine Tochter des Arztes Friedrich Wilhelm Alexander Muzel und seiner Frau Wilhelmine Julie, geb. Schöppe. Über ihre Ausbildung ist derzeit nichts bekannt. Die meiste Zeit ihrer Karriere im 19. Jahrhundert war sie keiner Bühne fest verbunden, sondern gab vor allem Gastspiele im Rahmen von Theatertourneen. In dieser Zeit war sie in Deutschland mehrfach Partnerin des berühmten österreichischen Kollegen Josef Kainz. Beide traten unter anderem in Franz Grillparzers Der Traum ein Leben auf, wo Kainz seine Kollegin, in Anspielung auf ihre dortige Rolle, als die „beste Mirza“ bezeichnete. Wiese gehörte außerdem mehrere Jahre lang dem Kabarett Schall und Rauch Max Reinhardts an, mit dem sie auch international gastierte, so beispielsweise 1902 mit der Episode Familienidyll am Deutschen Volkstheater in Prag.
Hedwig Wiese wirkte darüber hinaus am klassischen Sprechtheater, so etwa zur Jahrhundertwende am Friedrich-Wilhelmstädtischen Theater Julius Fritzsches oder ein paar Jahre darauf mehrere Spielzeiten am Gebrüder-Herrnfeld-Theater, wo sie noch vor dem Ersten Weltkrieg an der Seite bekannter Kollegen wie Max Zilzer, Hugo Döblin und Fritz Ruß reüssierte. Zur Zeit des Krieges trat Hedwig Wiese mehrfach vor die Kamera und spielte in Stummfilmen kleinere Rollen als Mütter oder Bedienstete. Anschließend zog sich die Künstlerin sukzessive ins Privatleben zurück. Sie starb im Alter von 90 Jahren in ihrer Wohnung in Berlin-Nikolassee.
Bis zu dessen Tod 1904 war Hedwig Wiese mit dem Theaterdirektor Emil Wiese verheiratet.

## Filmografie
- 1915: Überlistet
- 1915: Herberts Sünde
- 1915: Die alte Schere
- 1916: Homunculus
- 1916: Der verkaufte Schlaf
- 1916: Klein-Evas Traum
- 1917: Der weiße Schwan von Kevenhill
- 1917: Das Spitzentuch der Fürstin Wolkowska
- 1918: Maria